# 魏特斯费尔登
魏特斯费尔登是奥地利上奥地利州弗赖施塔特县的一个市镇。总面积43.7平方公里，总人口1112人，人口密度25.4人/平方公里（2005年）。